# 오드레 플뢰로
오드레 플뢰로(프랑스어: Audrey Fleurot, 1977년 7월 6일 ~ )는 프랑스의 배우이다.

## 출연 작품

### 영화
- 베베 (2008)
- 뉴월드 (2008)
- 생 빅투아르 (2009)
- 언터처블: 1%의 우정 (2011)
- 서비스 엔트런스 - 6층의 여인 (2011)
- 시작은 키스! (2011)
- 미드나잇 인 파리 (2011)
- F.B.I. 프로그 벗헤드 인베스티게이터스 (2012)
- 레슬링 퀸즈 (2013)
- 폰지 (2013)
- 브라더후드 오브 티어스 (2013)
- 레 가젤 (2014)
- 베리 배드 걸스 (2014)
- 캔터빌의 유령 (2016)
- 아이디얼 (2016)

### TV
- 스파이럴 시즌1 (2005)
- 스파이럴 시즌2 (2008)
- 더 라인 (2009-17)
- 스파이럴 시즌3 (2010)
- 스파이럴 시즌4 (2012)
- 스파이럴 시즌5 (2014)
- 연예인 매니저로 살아남기 (2015, 2018)
- 내 이웃의 비밀 (2018)
- HPI 시즌 3 (2025) - 알바로 역